# Lasset (Léez)
Pour les articles homonymes, voir Lasset.
Le Lasset est un cours d'eau du Béarn (département des Pyrénées-Atlantiques).
Il prend sa source sur la commune de Monassut-Audiracq et se jette dans le Léez à Sévignacq.

## Département et communes traversés
Pyrénées-Atlantiques :
- Coslédaà-Lube-Boast
- Escoubès
- Monassut-Audiracq
- Riupeyrous
- Sévignacq

## Affluents
- le ruisseau le Plassot
- l'arriou du Barou